# Alyssa Sutherland
Alyssa Sutherland (Brisbane, 23 de septiembre de 1982) es una modelo y actriz australiana conocida por su papel protagonista en la serie de televisión Vikings, en la que interpreta el papel de Aslaug.

## Carrera
Sutherland nació en Brisbane, Australia. Su carrera en el modelaje inició cuando ganó un certamen organizado por la revista Girlfriend en 1997. Gracias a ello, Alyssa obtuvo un contrato con la prestigiosa revista Vogue en su país natal.
Su carrera como actriz incluye papeles en películas como The Devil Wears Prada, Day on Fire y Don't Look Up y en las series de televisión New Amsterdam y The Mist. También fue parte del elenco de la serie Vikings de History Channel.

## Filmografía
| Año  | Título                | Papel   | Notas |
| ---- | --------------------- | ------- | ----- |
| 2006 | The Devil Wears Prada | Clacker |       |
| 2006 | Day on Fire           | Modelo  |       |
| 2023 | Evil Dead Rise        | Ellie   |       |

| Año     | Título                            | Papel        | Notas              |
| ------- | --------------------------------- | ------------ | ------------------ |
| 2008    | New Amsterdam                     | Alice        | Episodio: "Legacy" |
| 2008    | Huge                              | Izzy         |                    |
| 2011    | Law & Order: Special Victims Unit | Kate         | Episodio: "Bang"   |
| 2013–16 | Vikings                           | Aslaug       | 35 episodios       |
| 2015    | Australia's Next Top Model        | Ella misma   | Episodio: "Finale" |
| 2017    | The Mist                          | Eve Copeland | 10 episodios       |